# Weißer Tiger (chinesische Sternenkonstellation)
Der Weiße Tiger oder Baihu (chinesisch 白虎, Pinyin Báihǔ, Jyutping Baak6fu2, englisch White Tiger) ist ein Symbol in den chinesischen Sternenkonstellationen. Er wird auch „Weißer Tiger des Westens“ (西方白虎,  Xīfāng Báihǔ) genannt und steht für den Herbst und den Westen. 
Er wurde nicht nur von chinesischen, sondern auch von japanischen, koreanischen und vietnamesischen Kartografen benutzt.

## Die sieben Häuser des Weißen Tigers
In der chinesischen Astrologie werden den vier Symbolen auf der Ekliptik jeweils sieben Mondhäuser zugeteilt, in denen sich der Mond innerhalb der Woche des entsprechenden Mondviertels jeweils ungefähr einen Tag lang befindet. Für den Weißen Tiger sind das:
- Beine (奎,  Kuí)
- Band (婁 / 娄,  Lóu)
- Bauch (胃,  Wèi)
- haariger Kopf (昴,  Mǎo = Plejaden)
- Netz (畢 / 毕,  Bì)
- Schildkrötenschnabel (觜,  Zī)
- drei Sterne (參 / 参,  Shēn)

## Hintergrund
Der Tiger gilt in der asiatischen Kultur als „König der Tiere“. Im Alten China war er der „König der Berge“, der über die Tiere in den Bergen herrschte. Der Legende nach glaubte man, dass sich ein Tiger nach 500 Jahren weiß färben und 1000 Jahre leben würde. Im Daoismus war der Weiße Tiger, auch „Weißer Tiger des Westens“, zwar ein dämonisches Tier und eine gefürchtete Sternengottheit, er war aber auch zusammen mit dem Azurblauen Drachen Qinglong der Wächter daoistischer Tempel.